# Sonate pour piano no 47 de Joseph haydn
La Sonate pour piano no 47 Hob.XVI.32 en si mineur est une sonate pour pianoforte de Joseph Haydn. Composée en 1776, elle est un témoignage brillant du style Sturm und Drang.

## Structure
1. Allegro moderato
2. Menuet en si majeur avec un trio sombre et orageux
3. Presto

## Source
- François-René Tranchefort, Guide de la musique de piano et clavecin, éd. Fayard, p. 402  (ISBN 2-213-01639-9)